# Otto Moll
Otto Hermann Wilhelm Moll (Hohen Schönberg, 4 marzo 1915 – Landsberg am Lech, 28 maggio 1946) è stato un militare e criminale di guerra tedesco.
Otto Moll era l'Oberscharführer (grado delle SS corrispondente a quello di maresciallo maggiore) a capo dei 4 crematori di Auschwitz-Birkenau. Si macchiò di migliaia di delitti, compiuti con disinvolto sadismo. Considerato tra i più efferati criminali della storia, amava stare sull'orlo delle atroci fosse crematorie, ardenti a cielo aperto, uccidendo velocemente con un colpo alla nuca ogni giorno migliaia di deportati innocenti che gli uomini del Sonderkommando gli portavano a tiro; un colpo e poi giù nella fossa ardente e già un altro doveva esser pronto per ricevere la pallottola; se gli uomini del Sonderkommando tardavano e non mantenevano il ritmo, Moll si infuriava e sparava addosso a loro.
Secondo il famigerato Comandante di Auschwitz, Rudolf Höss, questi e il sergente maggiore Moll furono decorati dal Führer con la Croce al Merito, di Prima Classe, con le spade.

## Vita

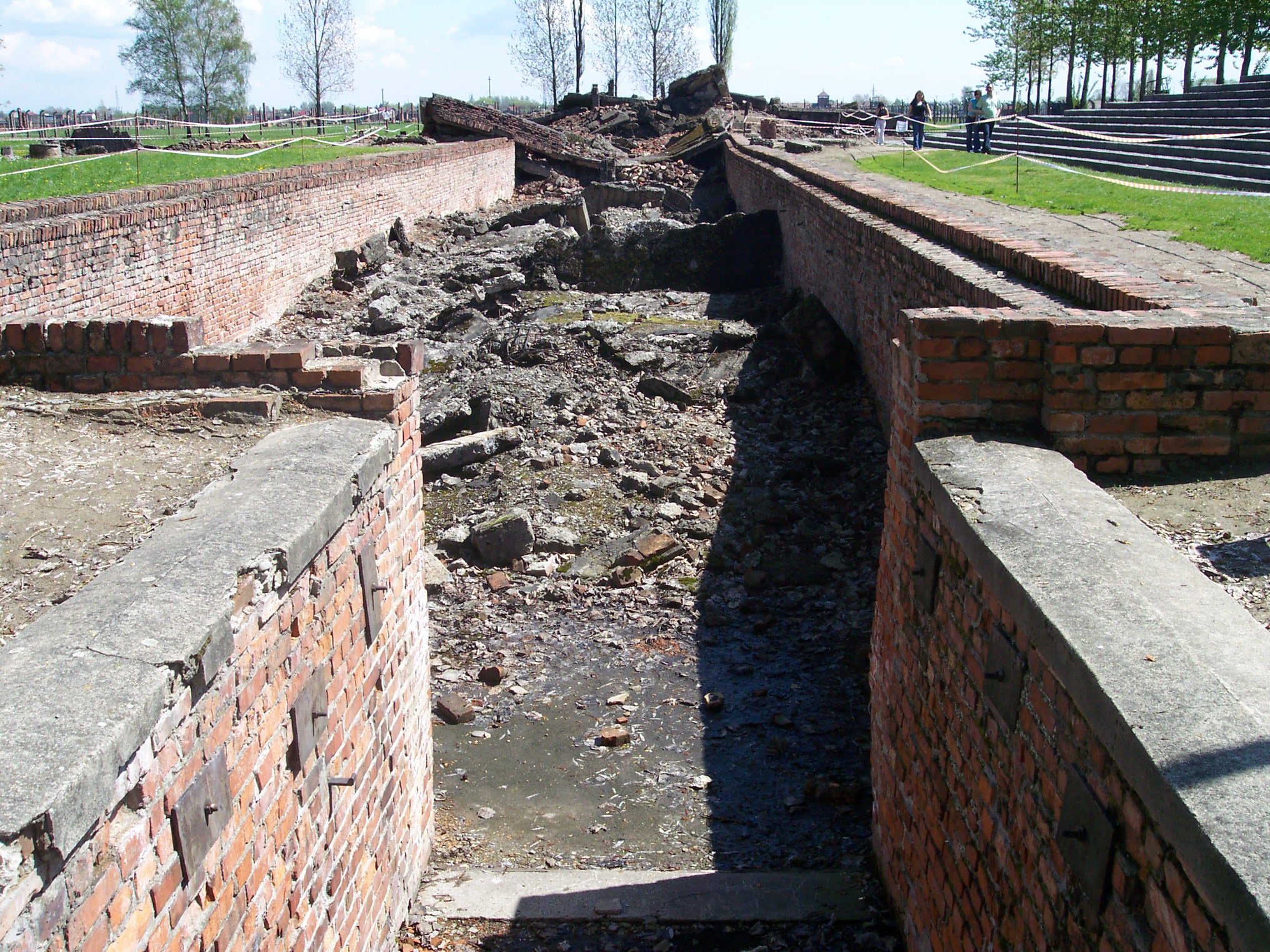
Entrata del forno crematorio III di Birkenau

Dopo la formazione professionale come aiutante giardiniere, nel 1933 Moll entrò come volontario nel Arbeitsdienst  a Velten.
Nel maggio 1933 fu registrato come aspirante SS dalla SS-Totenkopfverbände „Brandenburg“ ad Oranienburg, a nord di Berlino, ed il 16 novembre 1936 accolto nelle SS. Dal 1938 al 1941, Moll fu attivo al campo di concentramento di Sachsenhausen come Kommandoführer per il giardino. Il 2 maggio 1941 fu trasferito al campo di concentramento di Auschwitz, e qui fu responsabile dapprima per i lavori agricoli e poi della compagnia di disciplina. In seguito, fino alla messa in esercizio dei crematori del campo di sterminio a Birkenau, guidò in diverse funzioni il Sonderkommando del campo per la cremazione dei cadaveri nelle fosse dei bunker I e II.
È tristemente famoso un aneddoto circa la sua personalità, raccontato da Shlomo Venezia, uno dei prigionieri membri del Sonderkommando di Auschwitz: alla fine di una gassazione venne scoperto in mezzo ai cadaveri un neonato vivo, strettamente avvolto in un cuscino. Shlomo e gli altri del Sonderkommando portarono il fagottino all'Oberscharführer Moll, che era davanti ai forni crematori, dicendo che il piccolo era sopravvissuto. Otto Moll, con la massima calma, posò per terra il bimbo che muoveva ancora le piccole braccia e gli pestò il collo con lo stivale, poi lo gettò nel fuoco del forno.
Nel maggio 1945 Moll fu arrestato dagli americani. Il 13 dicembre 1945 fu condannato a morte nel primo dei processi di Dachau per i suoi crimini nel campo di concentramento di Kaufering e giustiziato il 28 maggio 1946, per crimini di guerra, nella prigione di Landsberg.